# PAC611
 (février 2023).
Si vous disposez d'ouvrages ou d'articles de référence ou si vous connaissez des sites web de qualité traitant du thème abordé ici, merci de compléter l'article en donnant les références utiles à sa vérifiabilité et en les liant à la section « Notes et références ».
Le PAC611 est le Socket pour le processeur 64 bits Itanium 2 d'Intel. Il a été lancé en 2002 pour remplacer le PAC418.